# Stam1na
Stam1na är ett thrash metalband som sjunger på finska. Stam1na bildades år 1996 i Klemis, Södra Karelen, Finland och släppte sitt debutalbum först år 2005. Innan dess hade de släppt ett antal demon, de första på engelska.
Stam1na har kontrakt hos det lilla finska skivbolaget Sakara Records, som ägs av Mokoma, också ett thrash metal-band från Karelen.

## Medlemmar
Nuvarande medlemmar
- Antti "Hyrde" Hyyrynen – trummor (1996), sång, gitarr (1996–)
- Teppo "Kake" Velin – trummor (1996–)
- Pekka "Pexi" Olkkonen – gitarr (1996–)
- Kai-Pekka "Kaikka" Kangasmäki – basgitarr (2006–)
- Emil "Hippi" Lähteenmäki – keyboard (2009–)

Tidigare medlemmar
- Jaakko Häkli – basgitarr (1996–1997)
- Paavo Alander – basgitarr (1997–1999)
- Tero Nordlund – basgitarr (2000–2002)
- Karsa – sång (2002)

Turnerande medlemmar
- Pyry Hanski – basgitarr (2014–)
- Tiina Tiilikka – sång (2002)
- Kai-Pekka "Kaikka" Kangasmäki – basgitarr (2005)
- Heikki Malmberg – trummor (2007)
- Emil Lähteenmäki – keyboard (2007–2009)

## Diskografi

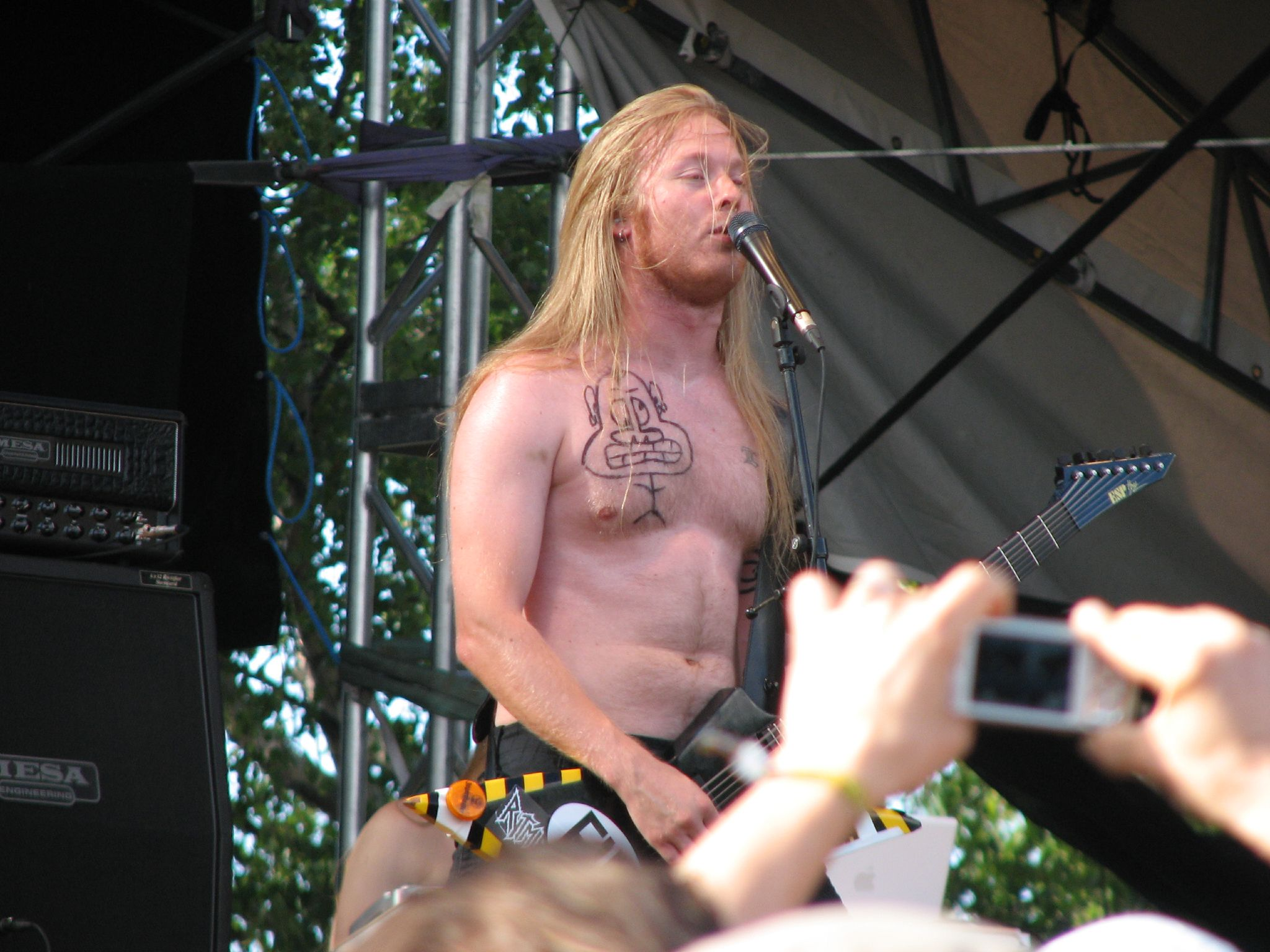
Veli Antti Hyyrynen (Qstock 2007).

### Studioalbum
- 2005 – Stam1na
- 2006 – Uudet kymmenen käskyä
- 2008 – Raja
- 2010 – Viimeinen Atlantis
- 2012 – Nocebo
- 2014 – SLK
- 2016 – Elokuutio
- 2018 – Taival
- 2021 – Novus Ordo Mundi

### EP
- Väkivaltakunta (2003)

### Singlar
- "Kadonneet kolme sanaa" (2005)
- "Paha arkkitehti" (2005)
- "Edessäni" (2006)
- "Likainen parketti" (2006)
- "Valtiaan uudet vaateet" (2012)
- "Puolikas ihminen" (2012)
- "Panzerfaust" (2014)
- "Dynamo" (2014)
- "Vapaa on sana" (2014)
- "Kuudet raamit" (2016)
- "Verisateenkaari" (2016)
- "Elämänlanka" (2018)
- "Enkelinmurskain" (2018)
- "Gaian lapsi" (2018)

### Musikvideor
- ”Erilaisen rakkauden todistaja” (2003)
- ”Kadonneet kolme sanaa” (2005)
- ”Paha arkkitehti” (2005)
- ”Edessäni” (2006)
- ”Likainen parketti” (2006)
- ”Lääke” (2008)
- ”Muistipalapelit” (2008)
- ”Pakkolasku” (2010)
- ”Rikkipää” (2010)
- ”Yhdeksän tien päät” (2010)
- ”Valtiaan uudet vaateet” (2012)
- ”Puolikas ihminen” (2012)
- ”Panzerfaust”	(2014)
- ”Kuoliaaksi ruoskitut hevoset” (2014)
- ”Vapaa on sana” (2014)
- ”Kuudet raamit” (2016)
- ”Elokuutio” (2016)
- ”Enkelinmurskain” (2018)
- ”Kannoin sinut läpi hiljaisen huoneen” (2020)